# Карбонат европия(II)
Карбонат европия(II) — неорганическое соединение, 
соль европия и угольной кислоты с формулой EuCO3,
жёлтые кристаллы,
не растворяется в воде.

## Получение
- Обменная реакция с растворимыми карбонатами в инертной атмосфере:

{\displaystyle {\mathsf {EuSO_{4}+Na_{2}CO_{3}\ {\xrightarrow {100^{o}C}}\ EuCO_{3}\downarrow +Na_{2}SO_{4}}}}

## Физические свойства
Карбонат европия(II) образует жёлтые кристаллы
ромбической сингонии,
пространственная группа P mcn,
параметры ячейки a = 0,5102 нм, b = 0,8422 нм, c = 0,6030 нм, Z = 4.
Устойчив на воздухе, не растворяется в воде.